# معركة غوغميلا
معركة غوغميلا هي معركة وقعت في سنة 331 قبل الميلاد، بين الإسكندر المقدوني وداريوش الثالث. انتهت المعركة بنصر المقدونيين وأدت إلى سقوط دولة الأخمينيين.

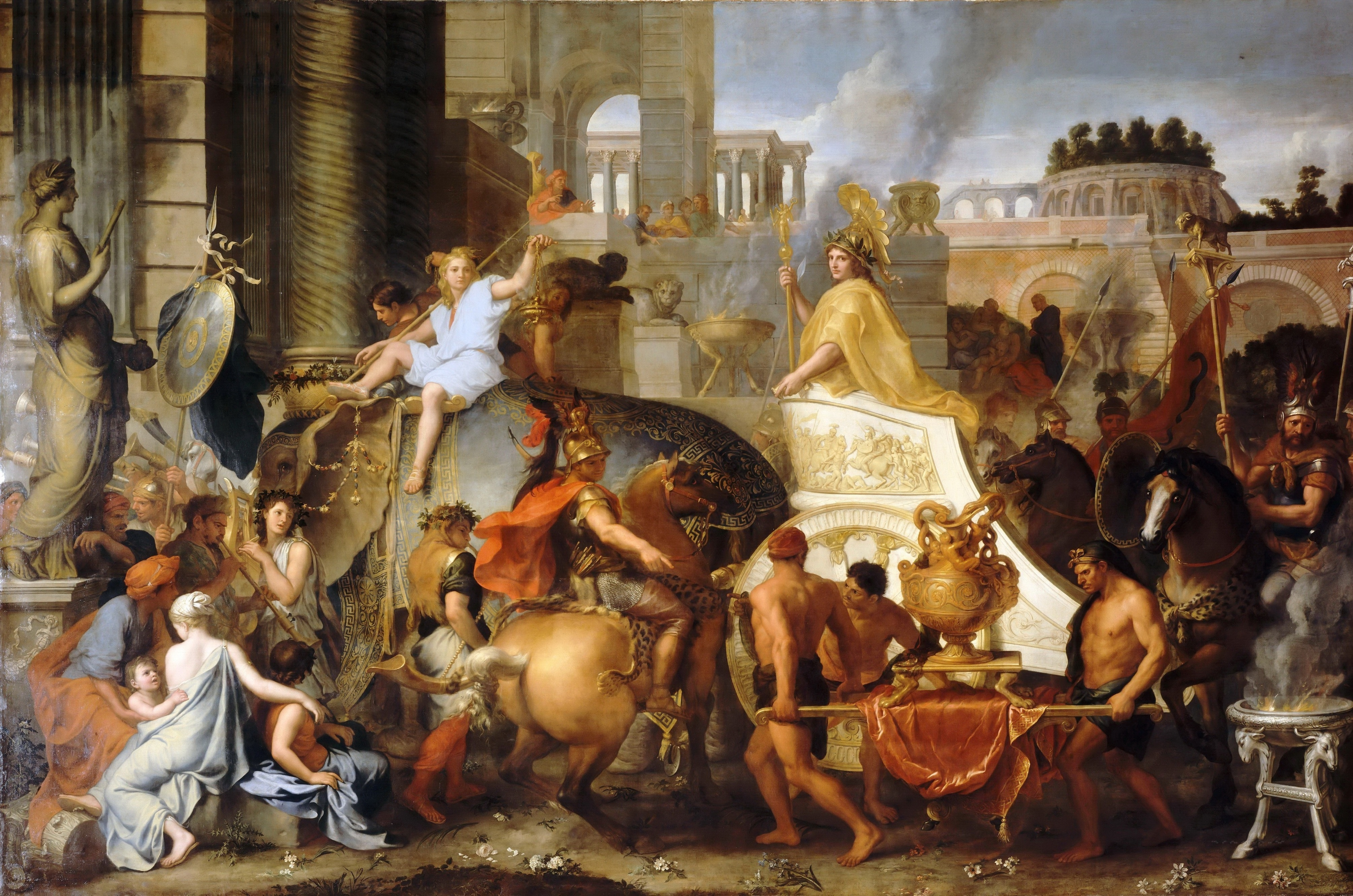
لوحة الإسكندر يدخل بابل بريشة شارل لوبران 1665 ، متحف اللوفر.

## خطة الاسكندر

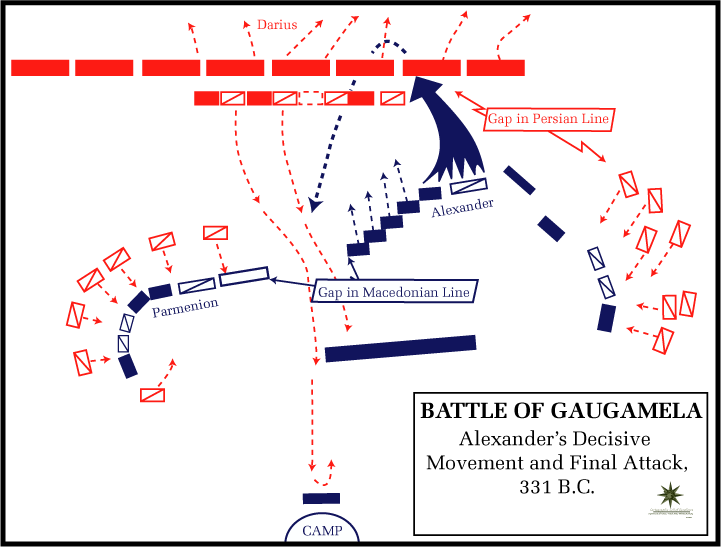
خطة الاسكندر المقدوني

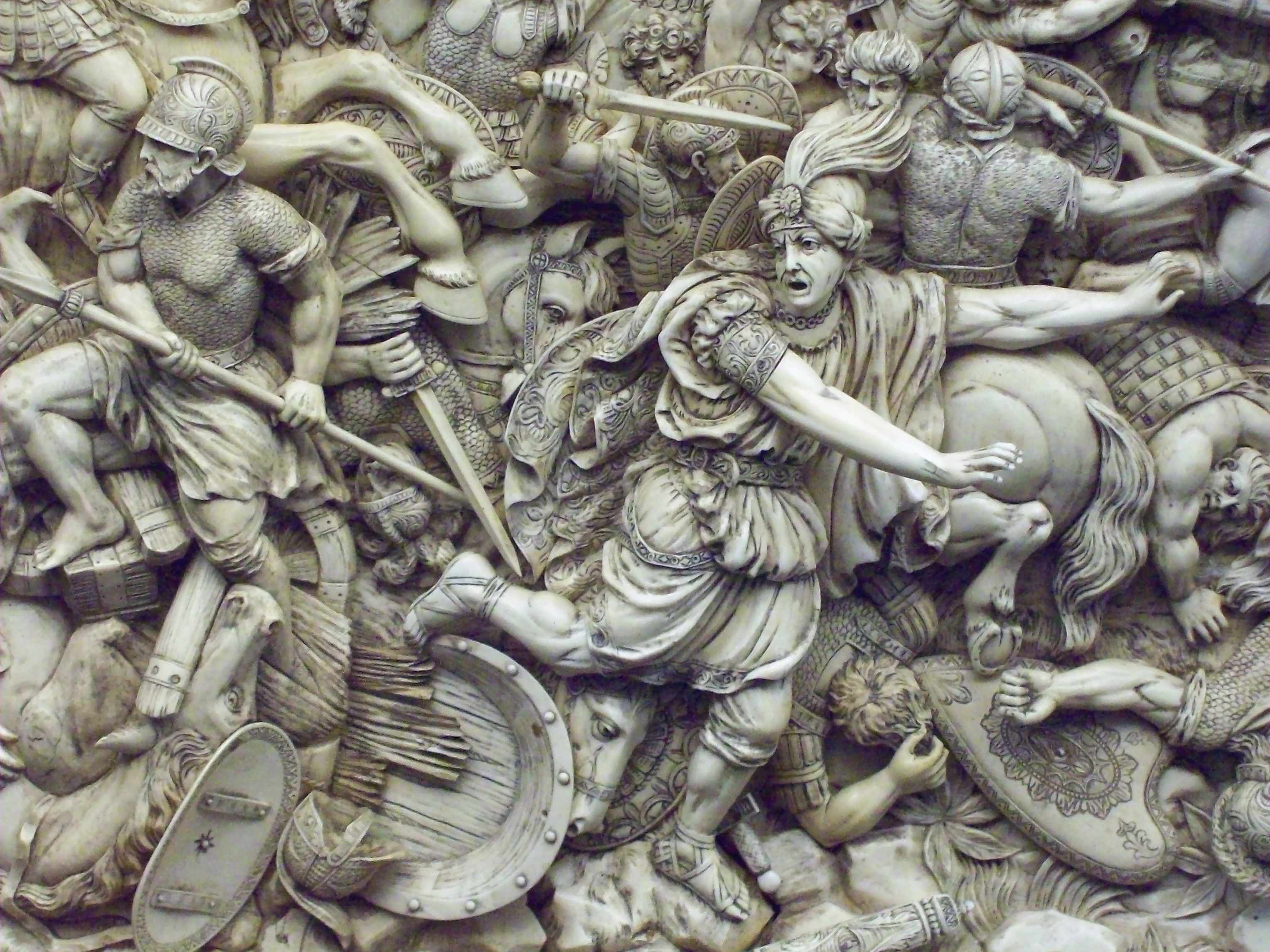
داريوس يهرب (لوحة من القرن الثامن عشر)

جرت معركة غوغميلا في عام 331 ق م، في شمال العراق المعاصرة، وأغلب الاحتمالات تشير إلى أنها كانت قرب الموصل، وقد أسفرت عن انتصار مقدوني حاسم أيضاً. بعد حصار غزة، سار الإسكندر من سوريا نحو قلب إمبراطورية الفرس، وعبر نهري الفرات ودجلة دون أي مقاومة تذكر. وقد كان داريوش يبني جيشاً ضخماً جداً، مستدعياً الجنود من أطراف الامبراطورية البعيدة، عازما على أن يسحق الإسكندر عبر الكثرة الصرفة. ورغم أن الإسكندر كان قد استولى على جزء لا بأس به من الإمبراطورية، فإن المساحة المتبقية لدى الفرس ما زالت شاسعة، وما زالت احتياطياتها العسكرية وافرة العدد، فتمكن داريوش من حشد عدد أكبر من الرجال تفوق كل أحلام الإسكندر. كما أن المعسكر الفارسي احتوى على علامة أكدت ان الفرس ما زالوا في موقع القوة والجبروت، وهي الفيلة الحربية المهيبة. وبينما احتوت الجبهة الفارسية على أعداد غفيرة ميزت فيها التفوق العددي، فإن الجانب المقدوني امتاز بالتفوق النوعي.
لم تبدأ المعركة إلا والفرس يتموضعون في أماكنهم المحددة في ميدان القتال. وكان داريوش قد جند أفضل خيّالته من السطرفيات الشرقية من امبراطوريته. كما قام بالتموضع في المركز بين أفضل مشاته كما جرت العادات بين ملوك فارس. قسّمت الجبهة المقدونية إلى قسمين، فكان الأيمن تحت القيادة المباشرة للإسكندر، وكان القسم الأيسر تحت قيادة بارمنيون. وقد بادر الإسكندر بأن نظم مشاته لأن يسيروا في تشكيلة سلامية نحو مركز جبهة العدو. ثم أطلق داريوش نفير عرباته المنجلية للهجوم على الجيش المقدوني فتصدى لها المناوشون الأغريقيون، وأبطلوا مفعولها على الفور. ثم شكل الإسكندر جبهته اليمنى على شكل إسفين ضخم وكان على رأس الهجوم الذي اقتحم نقطة ضعيفة من مركز جبهة الفرس. فقتل في خضم الأحداث قائد عربة داريوش بطعنة رمح، فدبت الفوضى وسط الطرفين (بالخطأ) بعد أن اعتقدوا أن داريوش هو المقتول على العربة. فانهارت على وقع هذا الخبر الجبهة الفارسية ففر داريوش هارباً. كان هروب داريوش مصاحباً لمفرزة صغيرة من قواته التي بقيت في حالة قتالية جيدة، رغم أن فرقة من الخيالة الباخترية على رأسها بسوس تمكنوا من اللحاق به فيما بعد. أما بقية جيوب المقاومة الفارسية فقد تم إخمادها مباشرة. وبشكل عام، كانت معركة غوغميلا خسارة فادحة للفرس، ويقال أنها أروع انتصارات الإسكندر.

## وصلات خارجية
- مقالة رائعة يمكن تطوير المقالة منها موقع الاسكندر